# 살인 소설 (2012년 영화)
《살인 소설》(영어: Sinister)은 2012년 개봉한 영국, 미국, 캐나다의 초자연 공포 영화이다.
2015년 속편 《살인 소설 2》가 개봉하였다.

## 줄거리
실제 범죄 사건을 소재로 소설을 쓰는 베스트셀러 작가 앨리슨(이선 호크 분)이 다섯 가족 연쇄 살인 사건의 단서가 남겨진 집에 이사 오면서 펼쳐지는 미스터리 스릴러 영화이다.

## 출연
- 이선 호크 - 엘리슨 오즈월트 역
- 줄리엣 라일런스 - 트레이시 오즈월트 역
- 프레드 톰프슨 - 보안관 역
- 제임스 랜슨 - 보안관보 역
- 마이클 홀 다다리오 - 트레버 오즈월트 역
- 클레어 폴리 - 애슐리 오즈월트 역
- 빈센트 도노프리오 - 조너스 교수 역
- 캐머런 오카시오

## 시청 등급
- 대한민국: 청소년관람불가